# 罗斯巴赫
罗斯巴赫是德国莱茵兰-普法尔茨州的一个市镇。总面积6.40平方公里，总人口1470人，其中男性763人，女性707人（2011年12月31日），人口密度230人/平方公里。